# North American T-28
Die T-28 Trojan ist ein von North American Aviation produziertes Trainingsflugzeug und leichtes Erdkampfflugzeug.

## Geschichte

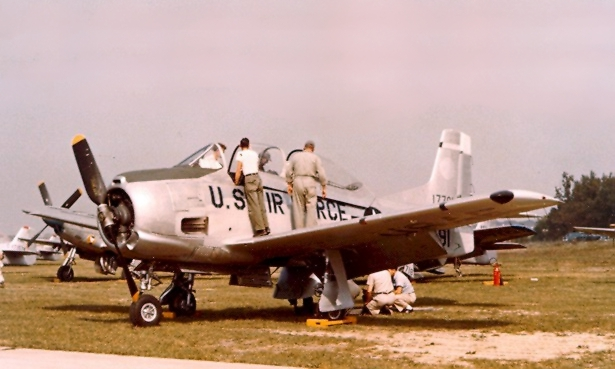
Eine T-28A der USAF

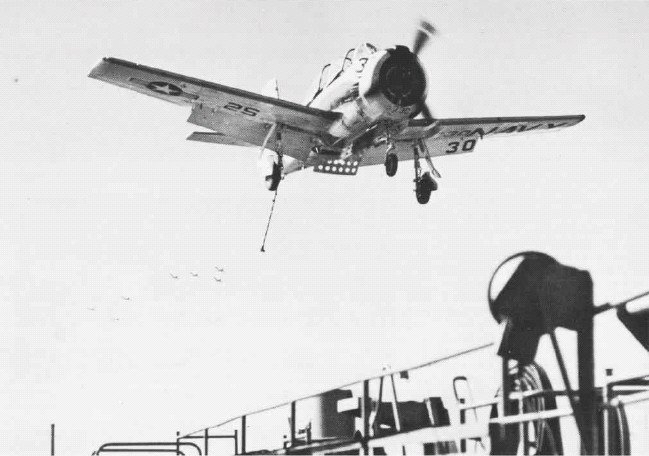
T-28C der US Navy mit Fanghaken

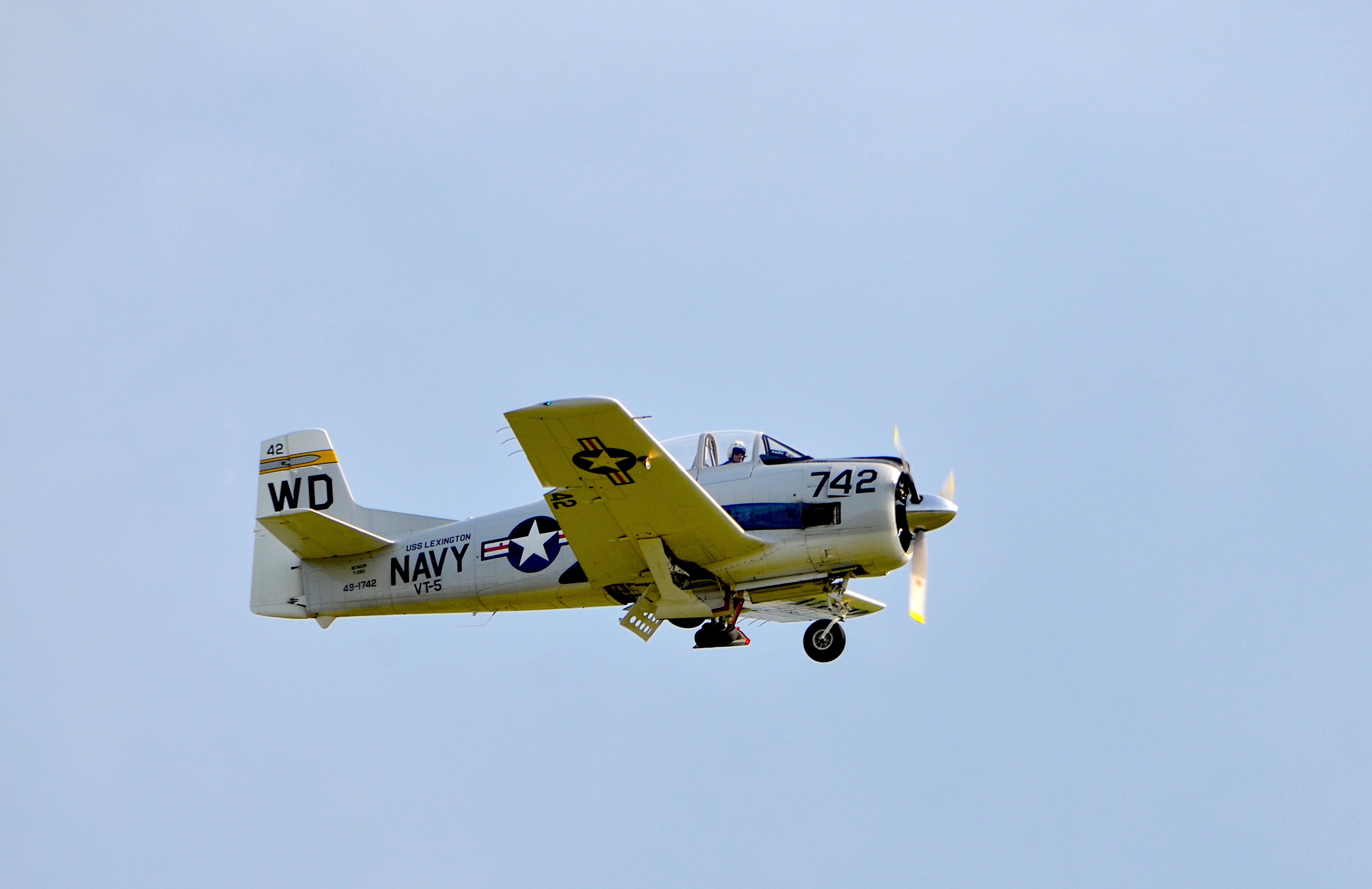
T-28D Trojan der US Navy auf dem Flugplatz Albstadt-Degerfeld

Die US Air Force suchte Ende der 1940er-Jahre ein neues Schulflugzeug als Ersatz für die North American AT-6 (im Einsatz bei der Royal Air Force als „Harvard“ bezeichnet). North American präsentierte nach der Ausschreibung 1948 seinen Entwurf NA-159, von dem daraufhin zwei Prototypen bestellt wurden und als XT-28 am 26. September 1949 die Flugerprobung aufnahmen.
1950 bestellte die US Air Force 266 Maschinen der Serie T-28A (mit dem 588 kW starken Siebenzylinder-Sternmotor Wright R-1300-1A und Zweiblattpropeller), die dem Basistraining dienen sollte. Insgesamt wurden von dieser Serie 1194 Stück produziert, die auch außerhalb der USA verkauft und verwendet wurden.
Ab 1954 wurde die T-28B die US-Navy-Version, die am 6. April 1953 ihren Erstflug hatte, produziert. Sie bekam den stärkeren Wright R-1820-26-Motor mit 1047 kW Leistung und einen Dreiblattpropeller. Insgesamt wurden 489 Maschinen dieser Version gebaut.
Später gab es diverse Varianten. So zum Beispiel die T-28C, die den gleichen Motor wie die T-28B verwendete und dank verstärktem Hinterrumpf, Bremsklappen und Fanghaken auch flugzeugträgertauglich war. Sie hatte am 19. September 1955 ihren Erstflug und wurde bis 1957 in 299 Exemplaren gebaut. Die T-28D „Nomad“ (auch AT-28) war eine umgearbeitete A-Version mit einem Wright R-1820-56S-Motor und sechs Unterflügelstationen für bis zu 1814 kg Waffenlast, die COIN-Missionen dienen sollte. Insgesamt 321 Maschinen (meist T-28A, aber auch T-28B oder C) von North American und 72 von Fairchild wurden auf diesen Stand umgerüstet. Eine in Frankreich modifizierte Version (mit R-1820-76A, Dreiblattpropeller und verstärkten Tragflächen) wurde T-28S „Fennec“, eine zum Aufklärer umgerüstete Version als RT-28D, Drohnenleitflugzeuge als T-28BD, zivile Flugzeuge als T-28R Nomad bezeichnet. Taiwan baute mit der T-CH-1 eine Variante mit Turboprop-Triebwerk, von der fünfzig Exemplare hergestellt wurden.
Die US Air Force musterte die T-28 ab 1956 zugunsten der Beechcraft T-34 Mentor aus, wobei die Maschinen an viele verschiedene Luftwaffen weltweit verkauft wurden. Sie blieb bei der US Navy bis 1984 im Einsatz.

## Einsatz
Etliche Versionen wurden ab November 1961 (anfangs acht T-28B) in Südvietnam, von Frankreich in Algerien und während des Bürgerkriegs in der Demokratischen Republik Kongo während der Kongo-Krise 1964 erfolgreich als Bodenangriffsflugzeuge eingesetzt.
Heute fliegen noch zahlreiche Maschinen, die häufig auf Airshows anzutreffen sind.

## Vorfälle
Am 20. Juni 2021 stürzte eine T-28B Trojan der Flying Bulls beim Rückflug von einer Flugshow in Polen über dem tschechischen Dorf Zvikovké Podhradiab ab. Der Pilot kam dabei ums Lebens.
Bei einer Flugshow am 9. September 2023 in Székesfehérvár, Ungarn, stürzte eine Trojan T-28 ab. Die zwei Insassen, Vater und Sohn, starben, am Boden wurden drei Personen verletzt.

## Produktion
Abnahme der T-28 durch die USAF:
| Version | 1949 | 1950 | 1951 | 1952 | 1953 | 1954 | 1955 | 1956 | 1957 | SUMME | PREIS       |
| ------- | ---- | ---- | ---- | ---- | ---- | ---- | ---- | ---- | ---- | ----- | ----------- |
| T-28A   | 1    | 183  | 329  | 360  | 321  |      |      |      |      | 1194  | 123.413 USD |
| T-28B   |      |      |      |      | 5    | 254  | 205  | 25   |      | 489   |             |
| T-28C   |      |      |      |      |      |      | 5    | 174  | 120  | 299   |             |
| SUMME   | 1    | 183  | 329  | 360  | 326  | 254  | 210  | 199  | 120  | 1982  |             |

## Technische Daten

Dreiseitenriss

Die T-28 ist ein Tiefdecker mit Tandemcockpit (Fluglehrer und -schüler sitzen hintereinander). Sie verfügt über ein dreiteiliges, jeweils einfach bereiftes und einziehbares Fahrwerk. Für Trainingszwecke können Außenlasten an zwei Unterflügelstationen unter den Tragflächen mitgeführt werden.
| Kenngröße             | T-28A                | T-28B                | T-28D                | T-CH-1                 |
| --------------------- | -------------------- | -------------------- | -------------------- | ---------------------- |
| Länge                 | 10,06 m              | 10,06 m              | 10,22 m              | 10,26 m                |
| Spannweite            | 12,22 m              | 12,22 m              | 12,22 m              | 12,22 m                |
| Flügelfläche          | 24,89 m²             | 24,89 m²             | 24,89 m²             | 24,89 m²               |
| Flügelstreckung       | 6,0                  | 6,0                  | 6,0                  | 6,0                    |
| Höhe                  | 3,86 m               | 3,86 m               | 3,86 m               | 3,66 m                 |
| Leermasse             | 2318 kg              | 2914 kg              | 2958 kg              | 2608 kg                |
| max. Startmasse       | 3629 kg              | 3856 kg              | 5210 kg              | 4371 kg                |
| Höchstgeschwindigkeit | 455 km/h             | ca. 550 km/h         | 552 km/h             | 592 km/h               |
| Dienstgipfelhöhe      | 7320 m               | ca. 11.800 m         | 10.820 m             | 9750 m                 |
| Steiggeschwindigkeit  | 9,5 m/s              | ?                    | 19,2 m/s             | 17,4 m/s               |
| Reichweite            | ca. 1700 km          | ca. 1700 km          | ca. 1610 km          | 2000 km                |
| Antrieb               | ein Wright R-1300-1A | ein Wright R-1820-86 | ein Wright R-1820-86 | ein Lycoming T53-L-701 |
| Leistung              | 588 kW               | 1063 kW              | 1047 kW              | 1066 kW                |